# 다이앤 레인
다이앤 콜린 레인(영어: Diane Colleen Lane, 1965년 1월 22일 ~ )은 미국의 배우이다. 연극 연출가와 모델의 딸로 태어나 연극 무대에서 경력을 쌓았다. 1979년 《리틀 로맨스》로 영화 배우로 데뷔했고, 프랜시스 포드 코폴라 감독의 작품의 단골로 출연했다. 2002년 《언페이스풀》의 연기로 아카데미 여우주연상 후보에 올랐다.

## 생애
뉴욕주 뉴욕에서 출생한 지 13일 만에 부모가 별거했고 6살 때까지 어머니가 양육권을 얻었다. 어머니가 조지아주로 이주하면서 연기 지도자였다가 택시 운전사가 된 아버지가 양육권을 넘겨받았다. 15세의 나이에 독립하고자 로스 엔젤레스로 거처를 옮기나, 얼마안가 뉴욕으로 돌아와 친구집을 전전하게 된다.
어릴적부터 무대에 오르기 시작해 1979년 《리틀 로맨스》로 영화 배우로 데뷔했다. 로렌스 올리비에와 공연한 이 작품에서 그녀의 연기가 절찬받아, 여러잡지의 표지를 장식하게 되는등 일시적인 인기를 얻게된다.
그후 프랜시스 포드 코폴라 감독과 만나게 되고 그의 작품에 단골로 출연하게 되나 크게 성공하지 못하고 19세의 젊은 나이로 영화계를 떠나게 된다. 3년후에 복귀하나 여주인공으로서 성공하지 못하고 1992년에는 일본 영화 낙양에 출연하기도 했다. 그러나 2000년에 들어서 재차 주목을 받기 시작해 2002년 《언페이스풀》의 연기로 제75회 아카데미 여우주연상, 골든 글로브상 여우주연상 후보로 지명되었다.

## 사생활
가수 존 본 조비와의 교제를 거쳐 1988년에 배우 크리스토퍼 램버트와 결혼, 딸이 태어났으나 1994년 이혼했다.
2004년에는 배우 조쉬 브롤린과 재혼했으나 2013년 이혼했다.

## 출연작 목록

### 영화
| 연도 | 제목                                  | 원제                                                | 배역                                | 비고          |
| ---- | ------------------------------------- | --------------------------------------------------- | ----------------------------------- | ------------- |
| 1979 | 리틀 로맨스                           | A Little Romance                                    | 로런 킹                             |               |
| 1980 | 터치드 바이 러브                      | Touched by Love                                     | 캐런                                |               |
| 1981 | 캐틀 애니와 리틀 브리치스             | Cattle Annie and Little Britches                    | 제니 스티븐스 (별명: 리틀 브리치스) |               |
| 1981 | 쇼트크리크의 어린 신부                | Child Bride of Short Creek                          | 제시카 레이 제이컵스                | 텔레비전 영화 |
| 1982 | 무비 매드니스                         | National Lampoon's Movie Madness                    | 라이자                              |               |
| 1982 | 사랑의 경주                           | Six Pack                                            | 헤더 에이킨스                       |               |
| 1982 | 레이디스 앤 젠틀맨, 패뷸러스 스테인스 | Ladies and Gentlemen, The Fabulous Stains           | 커린 번스                           |               |
| 1982 | 미스 아메리카                         | Miss All-American Beauty                            | 샐리 버터필드                       | 텔레비전 영화 |
| 1983 | 아웃사이더                            | The Outsiders                                       | 셰리 밸런스                         |               |
| 1983 | 럼블피쉬                              | Rumble Fish                                         | 패티                                |               |
| 1984 | 스트리트 오브 파이어                  | Streets of Fire                                     | 엘런 에임                           |               |
| 1984 | 커튼 클럽                             | The Cotton Club                                     | 베라 시서로                         |               |
| 1987 | 나이트 게임                           | Lady Beware                                         | 카탸 야르노                         |               |
| 1987 | 빅 타운                               | The Big Town                                        | 로리 데인                           |               |
| 1988 | 프라이슬리스 뷰티                     | Priceless Beauty                                    | 차이나                              |               |
| 1990 | 인턴 X                                | Vital Signs                                         | 지나 와일러                         |               |
| 1990 | 천사의 추락                           | Descending Angel                                    | 이리나 스토이아                     | 텔레비전 영화 |
| 1992 | 나이트 무브                           | Knight Moves                                        | 캐시 셰퍼드                         |               |
| 1992 | 마이 뉴 건                            | My New Gun                                          | 데비 벤더                           |               |
| 1992 | 낙양                                  | The Setting Sun                                     | 리안 홍                             |               |
| 1992 | 채플린                                | Chaplin                                             | 폴렛 고더드                         |               |
| 1993 | 추억의 타마크와                       | Indian Summer                                       | 베스 워든                           |               |
| 1995 | 저지 드레드                           | Judge Dredd                                         | 저지 허시                           |               |
| 1995 | 와일드 빌                             | Wild Bill                                           | 수재나 무어                         |               |
| 1995 | 욕망이라는 이름의 전차                | A Streetcar Named Desire                            | 스텔라 코왈스키                     | 텔레비전 영화 |
| 1996 | 잭                                    | Jack                                                | 캐런 파월                           |               |
| 1996 | 트리거해피                            | Mad Dog Time                                        | 그레이스 에벌리                     |               |
| 1997 | 온리 스릴                             | The Only Thrill                                     | 캐서린 피츠시먼스                   |               |
| 1997 | 머더 1600                             | Murder at 1600                                      | 니나 챈스                           |               |
| 1998 | 건샤이                                | Gunshy                                              | 닥터 멀리사                         |               |
| 1999 | 워크 온 더 문                         | A Walk on the Moon                                  | 펄 캔트러위츠                       |               |
| 2000 | 마이 독 스킵                          | My Dog Skip                                         | 엘런 모리스                         |               |
| 2000 | 퍼펙트 스톰                           | The Perfect Storm                                   | 크리스 코터                         |               |
| 2001 | 글래스 하우스                         | The Glass House                                     | 에린 글래스                         |               |
| 2001 | 하드 볼                               | Hardball                                            | 엘리자베스 윌크스                   |               |
| 2002 | 언페이스풀                            | Unfaithful                                          | 코니 섬너                           |               |
| 2003 | 투스카니의 태양                       | Under the Tuscan Sun                                | 프랜시스 메이스                     |               |
| 2005 | 피어스 피플                           | Fierce People                                       | 리즈 얼                             |               |
| 2005 | 비밀과 거짓말의 차이                  | Must Love Dogs                                      | 세라 놀런                           |               |
| 2006 | 할리우드랜드                          | Hollywoodland                                       | 토니 매닉스                         |               |
| 2008 | 킬 위드 미                            | Untraceable                                         | 제니퍼 마시                         |               |
| 2008 | 점퍼                                  | Jumper                                              | 메리 라이스                         |               |
| 2008 | 나이트 인 로맨스                      | Nights in Rodanthe                                  | 에이드리엔 윌리스                   |               |
| 2009 | 킬샷                                  | Killshot                                            | 카먼 콜슨                           |               |
| 2010 | 세크러테어리엇                        | Secretariat                                         | 페니 체너리                         |               |
| 2011 | 시네마 베리테                         | Cinema Verite                                       | 팻 라우드                           | 텔레비전 영화 |
| 2013 | 맨 오브 스틸                          | Man of Steel                                        | 마사 켄트                           |               |
| 2014 | 모든 비밀스러운 것들                  | Every Secret Thing                                  | 헬렌 매닝                           |               |
| 2015 | 인사이드 아웃                         | Inside Out                                          | 라일리의 엄마                       | 목소리 출연   |
| 2015 | 트럼보                                | Trumbo                                              | 클리오 트럼보                       |               |
| 2016 | 배트맨 대 슈퍼맨: 저스티스의 시작     | Batman v Superman: Dawn of Justice                  | 마사 켄트                           |               |
| 2017 | 파리로 가는 길                        | Paris Can Wait                                      | 앤 록우드                           |               |
| 2017 | 백악관을 무너뜨린 사나이              | Mark Felt: The Man Who Brought Down the White House | 오드리 펠트                         |               |
| 2017 | 저스티스 리그                         | Justice League                                      | 마사 켄트                           |               |
| 2018 | 툴리                                  | Tully                                               | 커린 번스                           |               |
| 2019 | 세레니티                              | Serenity                                            | 콘스턴스                            |               |
| 2020 | 렛 힘 고                              | Let Him Go                                          | 마거릿 블래클리지                   |               |
| 2021 | 잭 스나이더의 저스티스 리그           | Zack Snyder's Justice League                        | 마사 켄트                           |               |
| 2024 | 인사이드 아웃 2                       | Inside Out 2                                        | 엄마                                | 애니메이션    |

### 텔레비전 드라마
| 연도 | 제목               | 원제               | 배역                   | 비고                              |
| ---- | ------------------ | ------------------ | ---------------------- | --------------------------------- |
| 1981 | 그레이트 퍼포먼스  | Great Performances | 체리티 로열            | "Summer" 에피소드 출연            |
| 1989 | 머나먼 대서부      | Lonesome Dove      | 로레나 우드            | 4부작 미니시리즈                  |
| 1993 | 타천사들           | Fallen Angels      | 버넷 스톤              | "Murder, Obliquely" 에피소드 출연 |
| 2018 | 로마노프 왕조      | The Romanoffs      | 캐서린 포드            | 2회분 출연                        |
| 2018 | 하우스 오브 카드   | House of Cards     | 애넷 셰퍼드            |                                   |
| 2020 | Y                  | Y                  | 제니퍼 브라운 상원의원 |                                   |
| 2023 | 2050: 벼랑 끝 인류 | Extrapolations     | 마사                   |                                   |